# Lofoten tingrett
Lofoten tingrett is een tingrett (kantongerecht) in de Noorse fylke Nordland. Het gerecht is gevestigd in Svolvær. Het gerechtsgebied omvat de Lofoten, in de zin van het district, oftewel de gemeenten Flakstad, Moskenes, Vestvågøy en Vågan. Het gerecht maakt deel uit van het ressort van Hålogaland lagmannsrett. In zaken waarbij beroep is ingesteld tegen een uitspraak van Lofoten zal de zitting van het lagmannsrett worden gehouden in Bodø.